# Jan Damgaard
Jan Damgaard (1953. április 22. –) dán nemzetközi labdarúgó-játékvezető.

## Pályafutása

### Nemzetközi játékvezetés
A Dán labdarúgó-szövetség Játékvezető Bizottsága (JB) 1986-ban terjesztette fel nemzetközi játékvezetőnek, a Nemzetközi Labdarúgó-szövetség (FIFA) bíróinak keretébe. Több nemzetek közötti válogatott és klubmérkőzést vezetett. A dán nemzetközi játékvezetők rangsorában, a világbajnokság-Európa-bajnokság sorrendjében többedmagával a 8. helyet foglalja el 5 találkozó szolgálatával. Az aktív nemzetközi játékvezetéstől 1994-ben búcsúzott.

#### Világbajnokság

##### U17-es labdarúgó-világbajnokság
Olaszországban rendezték az 1991-es U17-es labdarúgó-világbajnokságot, ahol a FIFA JB bíróként foglalkoztatta.
| Időpont             | Helyszín                         | Mérkőzés típusa        | Mérkőzés                         | Eredmény | Nézők száma |
| ------------------- | -------------------------------- | ---------------------- | -------------------------------- | -------- | ----------- |
| 1991. augusztus 20. | Városi Stadion, Massa di Carrara | selejtező (C. csoport) | Egyesült Arab Emírségek–Brazília | 0 : 4    | 200         |
| 1991. augusztus 28. | Városi Stadion, Massa di Carrara | egyik elődöntő         | Argentína–Spanyolország          | 0 : 1    | 1 100       |

---
A világbajnoki döntőhöz vezető úton Olaszországba a XIV., az 1990-es labdarúgó-világbajnokságra és az Egyesült Államokba a XV., az 1994-es labdarúgó-világbajnokságra a FIFA JB bíróként alkalmazta.

##### 1990-es labdarúgó-világbajnokság

###### Selejtező mérkőzés
| Időpont              | Helyszín                       | Mérkőzés típusa           | Mérkőzés        | Eredmény | Nézők száma |
| -------------------- | ------------------------------ | ------------------------- | --------------- | -------- | ----------- |
| 1988. szeptember 14. | Olimpiai Stadion, Amszterdam   | előselejtező (4. csoport) | Hollandia–Wales | 1 : 0    | 58 000      |
| 1989. április 12.    | Ernst-Grube Stadion, Magdeburg | előselejtező (3. csoport) | NDK–Törökország | 0 : 2    | 23 000      |

##### 1994-es labdarúgó-világbajnokság

###### Selejtező mérkőzés
| Időpont              | Helyszín                                            | Mérkőzés típusa           | Mérkőzés               | Eredmény | Nézők száma |
| -------------------- | --------------------------------------------------- | ------------------------- | ---------------------- | -------- | ----------- |
| 1992. november 18.   | Constant Vanden Stock Parc Astrid Stadion, Brüsszel | előselejtező (4. csoport) | Belgium–Wales          | 2 : 0    | 21 000      |
| 1993. szeptember 22. | Kadriorg Stadion, Tallinn                           | előselejtező (1. csoport) | Észtország–Olaszország | 0 : 3    | 5 350       |

#### Európa-bajnokság
Az európai-labdarúgó torna döntőjéhez vezető úton Svédországba a IX., az 1992-es labdarúgó-Európa-bajnokságra az UEFA  JB játékvezetőként foglalkoztatta.
| Időpont           | Helyszín                | Mérkőzés típusa           | Mérkőzés             | Eredmény | Nézők száma |
| ----------------- | ----------------------- | ------------------------- | -------------------- | -------- | ----------- |
| 1991. április 17. | Kuip Stadion, Rotterdam | előselejtező (6. csoport) | Hollandia–Finnország | 2 : 0    | 27 000      |

## Magyar vonatkozás
| Időpont          | Helyszín                 | Mérkőzés típusa              | Mérkőzés         | Eredmény | Nézők száma |
| ---------------- | ------------------------ | ---------------------------- | ---------------- | -------- | ----------- |
| 1987. július 28. | Központi Stadion, Lipcse | előkészületi (613. mérkőzés) | NDK–Magyarország | 0 : 0    | 75 000      |